# Yolüstü, Karacasu
Yolüstü là một xã thuộc huyện Karacasu, tỉnh Aydın, Thổ Nhĩ Kỳ. Dân số thời điểm năm 2010 là 278 người.